# Laura Welch Bush
Laura Lane Welch Bush, (4. november 1946) født Welch, er George W. Bushs hustru og indtog dermed positionen som USA's præsidentfrue fra 2001 til 20. januar 2009.

## Perioden som præsidentfrue
Laura blev Texas' førstedame, da hendes mand blev valgt som guvernør og besad posten fra 1995 til 2000. Efter præsidentvalget i 2000 gik turen så til Det Hvide Hus og posten som USA's førstedame. Som præsidentfrue har hun sat fokus på uddannelse og kvindesundhed og igangsat en national bogfestival. Men generelt har hun i den udøvende politik haft en tilbagetrukket rolle i forhold til sine forgængere.